# Fehérhasú sün
A fehérhasú sün (Atelerix albiventris) az emlősök (Mammalia) osztályának Eulipotyphla rendjébe, ezen belül a sünfélék (Erinaceidae) családjába és a tüskés sünök (Erinaceinae) alcsaládjába tartozó faj.
Nemének a típusfaja.

## Előfordulása
Benin, Burkina Faso,  Csád, Elefántcsontpart, Dzsibuti, Eritrea, Etiópia, Gambia, Ghána, Guinea, Kamerun, Kenya, a  Közép-afrikai Köztársaság, Mali, Mauritánia, Niger, Nigéria, Szenegál, Sierra Leone, Szomália, Szudán, Tanzánia, Togo, Uganda és Zambia területén honos. Jelenléte bizonytalan Burundiban, a Kongói Demokratikus Köztársaságban, Mozambikban és Ruandában.

## Megjelenése
Testhossza 12-23 centiméter, kifejlett tömege 255-540 gramm.
Hazánkban az utóbbi években egyre gyakrabban találkozunk hirdetésekben és állatkereskedésekben törpesünökkel. Az afrikai fehérhasú törpesün (mely az azonos latin név dacára a fehérhasú sün és a mediterrán sün keveréke) számos színváltozatban fordul elő, hátuk lehet foltozott, fülük kisebb, mint az egyiptomi füles sünöknek. Ez utóbbi egyedei csak vadas színben fordulnak elő, fő élőhelyük Egyiptom. A két faj életképes utódokat nem produkál.

## Életmódja
Hasonlóan az európai és a keleti sünhöz ő is éjszakai vadász, elsősorban rovarevő.
Élőhelyén a hőmérséklet ritkán esik 20 °C alá, ennek megfelelően a hazai telet csak fűtött körülmények között viseli el.
Megvan a képessége a téli alvásra, a hibernálódásra, de ez végzetes lehet számára, mert nem ébred fel belőle. (3.)
Maximális élettartama fogságban 4-7 év.